# 维尔纳阁下
伊利亚·本·所罗门·扎尔曼（希伯來語：‎，1720年4月23日—1797年10月9日）或维尔纳阁下，是立陶宛犹太教的塔木德学者、法学家、卡巴拉学家，也是过去几个世纪以来米斯纳格德（非哈西德派）犹太人的首要领袖。他在希伯来语中常被称为“维尔纽斯的虔诚天才”。